# Fayoum
Fayoum (arabiska: الفيوم, al-Fayyum) är en stad och oas i en sänka (eller flodbäck) väster om Nilen och 13 mil sydväst om Kairo, Egyptens huvudstad. Området täcker uppskattningsvis mellan 1 270 km² och 1 700 km². Staden har lite mer än 400 000 invånare. Oasen är ansluten till Nilen via kanalen Bahr Jusef som sträcker sig förbi pyramiden El-Lahun och de arkeologiska platserna Gurob och Hawara. I Fayoum förgrenas kanalen och bevattnar jordbruket för att sedan rinna ut i saltvattensjön Birket Qarun. Över 1 000 km² av oasens land är uppodlade, främst med sädesslag och bomull men också lin, hampa, ris, sockerrör, dadlar, fikon, druvor, granatäpplen och oliver. Rosor odlas också i relativt stor skala och större delen av Egyptens rosenolja frambringas här. Fayoum är centralort i regionen med samma namn och är historiskt känd som Crocodilopolis. Fayoum-porträtten och Fayoum-alfabetet representerar områdets rika kulturarv. Här hittades också det förhistoriska däggdjuret Moeritherium.

## Historia
För omkring fem miljoner år sedan, mot slutet av salthaltskrisen i sena miocen, när Medelhavet var en torr grop, flöt Nilen förbi Fayoum-sänkan (också torr) i en kanjon som var minst 2 400 meter djup, där Kairo är idag. När Medelhavet åter flödade vid miocens slut blev "Nilen i kanjonen" en förlängning av havet som nådde långt in i landet, bortom Assuan. Med tiden fylldes den gradvis med slam och blev Nildalen. När flodbädden höjdes tillräckligt kunde Nilen flöda in i Fayoumsänkan och skapa en sjö som har kallats Moerissjön. Den omnämns första gången omkring 3000 f.Kr., då farao Menes (Narmer) härskade. Merparten av tiden var sjön bara fylld när floden var hög. Den kantades av bosättningar under den yngre stenåldern (neolitikum). Staden Crocodilopolis växte fram på södra sidan där den högre marken skapat en ås.
Vattenleden från Nilen till den naturliga sjön gjordes bredare och djupare 2300 f.Kr. för att skapa en kanal som nu är känd som Bahr Jusef. Syftet var trefaldigt: att kontrollera Nilens översvämningar; reglera flodens vattennivåer under torra säsonger, samt försörja det omgivande området med bevattning. Det finns bevis för att faraoner i forntida Egyptens 12:e dynasti (1991–1783 f.Kr.) använde den naturliga sjön i Fayoum som en reservoar för att spara överskottsvatten till de torra perioderna. Det enorma arbetet i att omvandla sjön till en stor reservoar gav intryck av att sjön i sig var en stor utgrävning, vilket rapporteras av tidiga geografer och resenärer. Sjön övergavs så småningom eftersom Nilens närmaste förgrening minskade i storlek från 230 f.Kr..
De tidigaste bevisen för jordbruk i Egypten har hittats i Fayoum, som senare blev en av det romerska rikets "kornbodar". Under det Mellersta rikets 12:e dynasti var Fayoum ett center för kungliga pyramid- och gravkonstruktioner, och igen i den Ptolemaiska dynastin. I slutet av första århundradet e.Kr. krympte åkermarken och bosättningarna längs vattenkanten övergavs. Dessa områden är några av de bäst bevarade från det sena romerska riket (särskilt Karanis) och från Bysantinska riket och den tidiga arabiska tiden.

## Etymologi

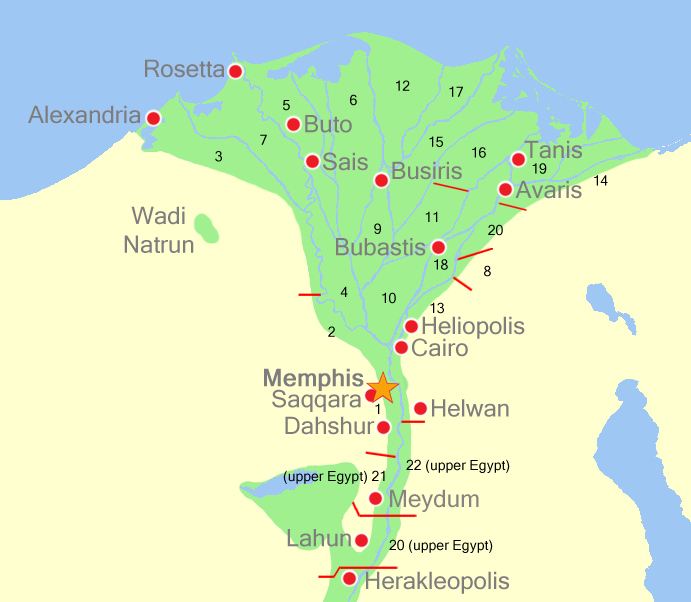
Fayoum var Övre Egyptens 21:a län.

I forntida Egypten var Fayoum det 21:a länet i Övre Egypten och kallades Noret-Pehu (Norra Sycamore) med den administrativa centralorten Shedyt. Senare, under antikens Egypten, kallades området Crocodilopolis av grekerna och Arsinoe av Ptolemaios II Filadelfos. Stadens moderna namn kommer från koptiskans efiom/peiom (därav egennamnet payoum) som betyder havet eller sjön och som i sin tur kommer från den tidiga egyptiskans pA y-m med samma betydelse och som syftar på den närbelägna sjön Moeris. Det grekiskan namnet Moeris kommer från det forntida egyptiska Mer-Wer (den stora sjön). Den har också kallats sjön, den rena sjön, och Osiris sjö. I det Mellersta riket kallades ofta hela området kring sjön Mer-Wer.

## Staden och regionen
Fayoum har flera basarer, moskéer, bad och en välbesökt marknad en gång i veckan. Kanalen Bahr Jusef löper genom staden med hus längs kanterna. Upphöjningar norr om staden pekar ut platsen för den tidigare staden Arsinoe (Crocodilopolis). I oasen finns flera samhällen, bland dem Sinnūris and Tāmīya norr om Fayoum och Sanhūr och Ibshawāi längs vägen från stadskärnan till sjön. Fayoum är också administrativt center (eller "huvudstad") för regionen med samma namn, det så kallade guvernementet vars symbol är fyra vattenhjul. Staden har 316 772 invånare och regionen 2 511 027 (2006).

## Arkeologi och kulturarv
De många och rika arkeologiska fyndorterna i Fayoum har givit namn åt den neolitiska Fayoum-kulturen som blomstrade under 5000-talet f.Kr. Tillsammans med den samtida Merimde-kulturen är det Nildalens tidigaste jordbrukskultur. De första utgrävningarna i Fayoum inleddes år 1925 av den brittiska arkeologen Gertrude Caton-Thompson.

### Fayoum-porträtt
I Fayoum och andra ställen i romerska Egypten under de första trehundra åren e.Kr. balsamerade folket sina döda och lade även ett porträtt av den avlidne över ansiktet på mumiens hölje eller svepning. Den torra ökenmiljön bevarade Fayyum-porträtten. Omkring 700 har funnits och de utgör den rikaste samlingen av porträtt som har bevarats från antiken. Tavlorna målades på trä med färgpigment som blandats med bivax, en teknik som kallas enkaustik. De ger inblick i ett samhälle för två tusen år sedan med folk av olika ursprung: egyptier, greker, romare, syrier, libyer och andra.

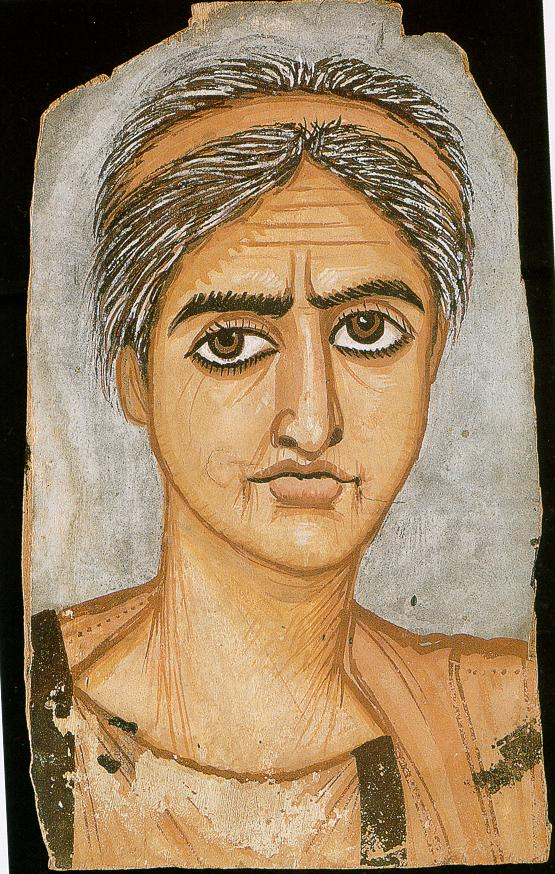
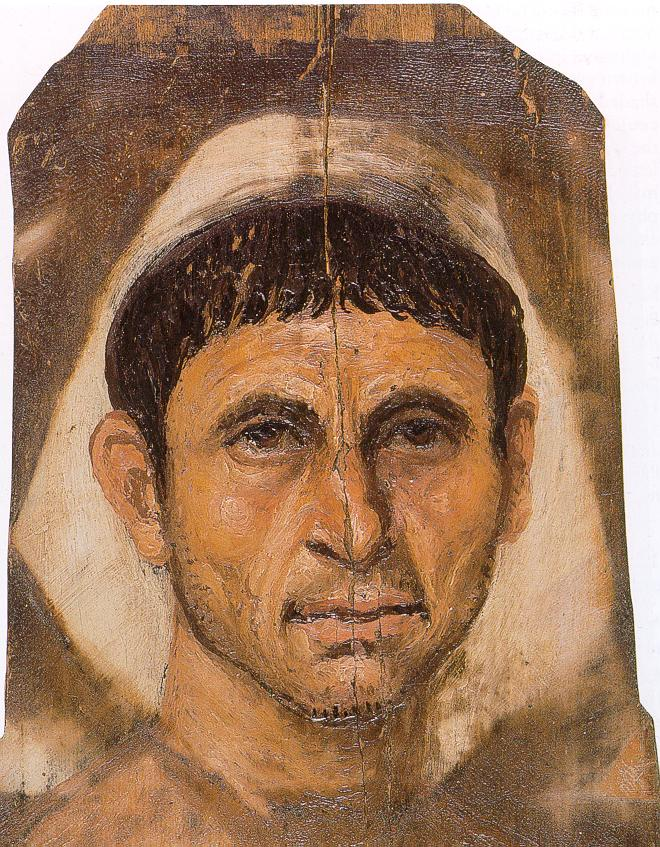
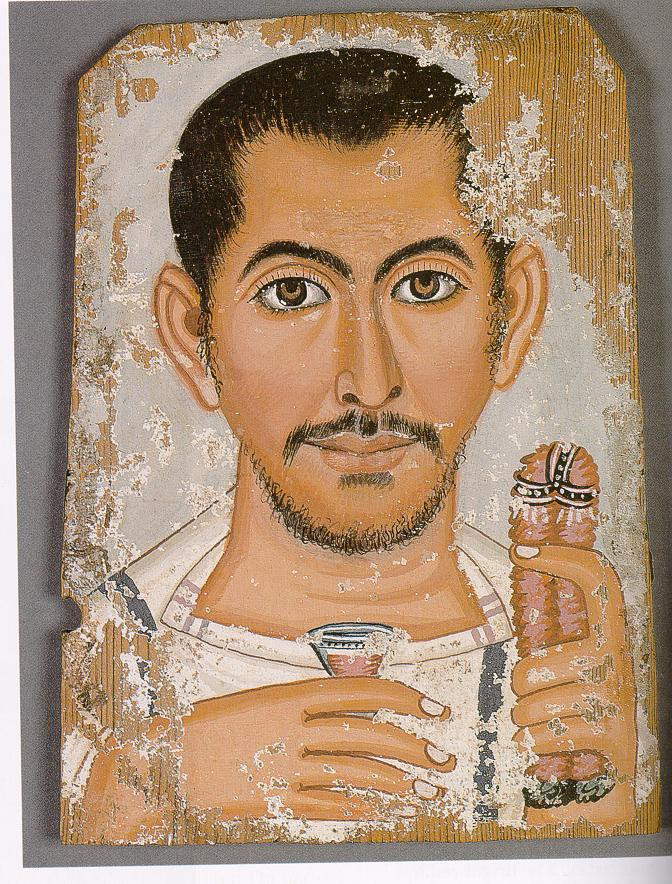
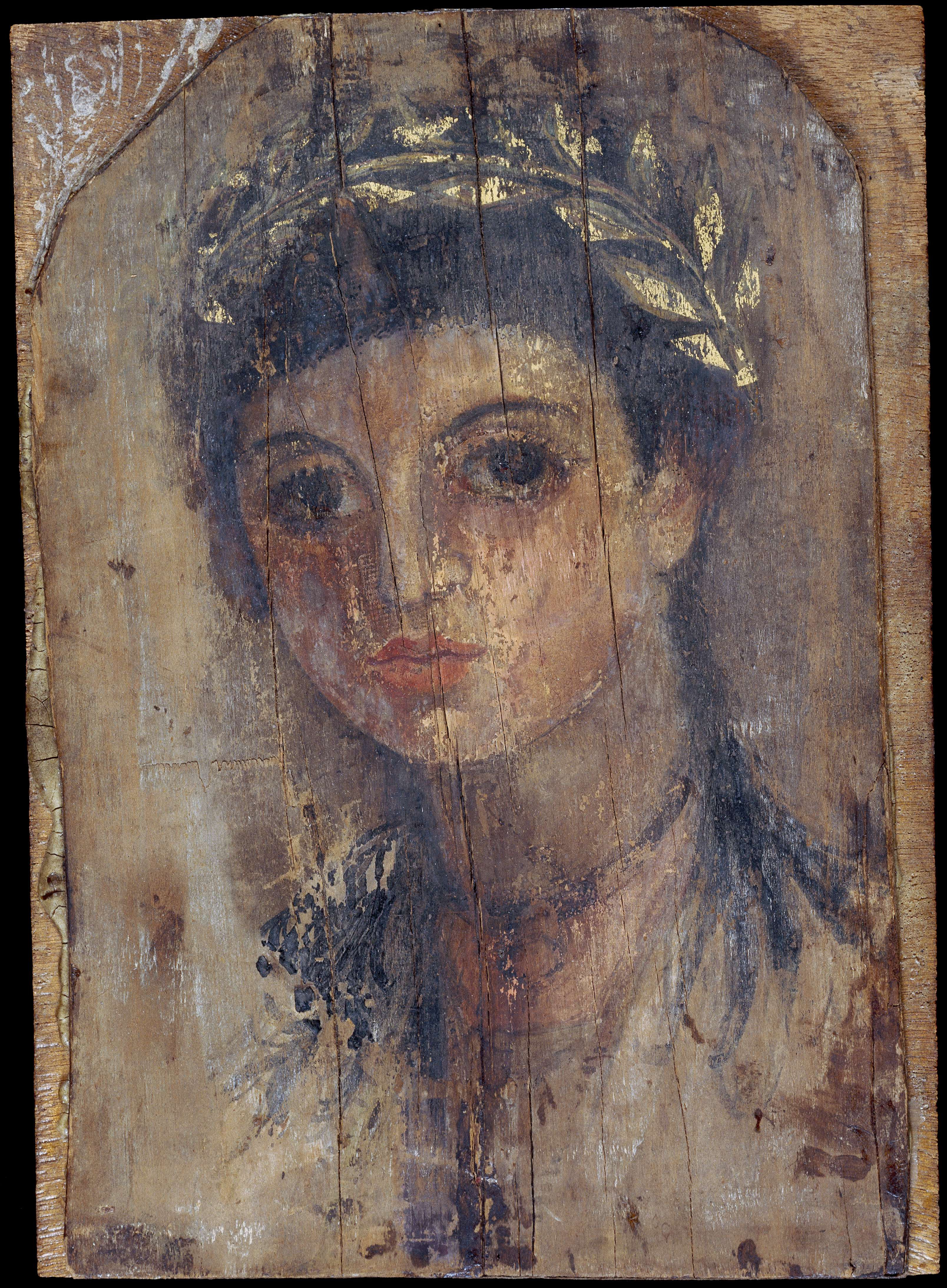
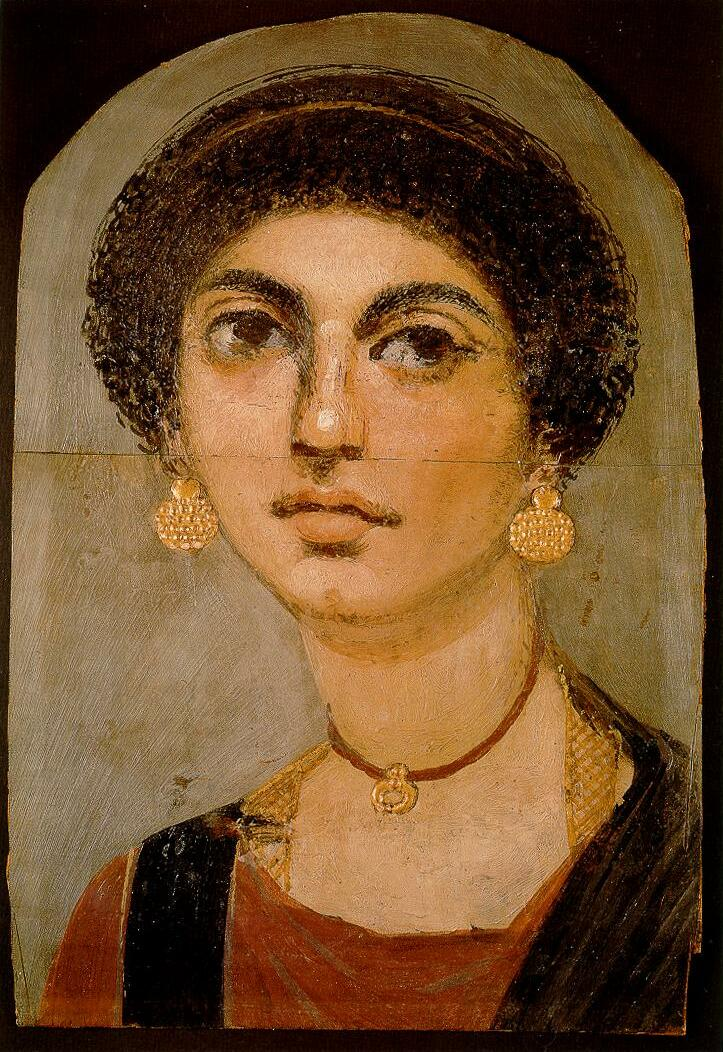
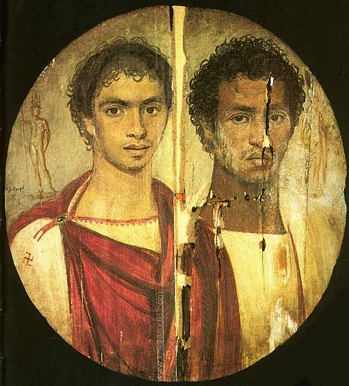

### Fayoum-alfabetet
Fayoum-alfabetet är ett grekiskt-feniciskt Abecediary, ett alfabet som karvats i sten eller skrivits i bokform och som historiskt finns i kyrkor, munkkloster och andra ecklesiastiska byggnader. I Fayoum hittades fyra koppartavlor med alfabetet som har daterats till 800 f.Kr.. Det är den tidigaste länken mellan de grekiska bokstavsformerna och deras feniciska (eller nordsemitiska) ursprung. Eftersom tavlorna fördaterar Dipyloninskriptionen är Fayoum-alfabetet för närvarande det tidigaste ådagaläggandet av det grekiska alfabetet.

### Crocodilopolis
Crocodilopolis eller Krokodilopolis (grekiska: Κροκοδείλων πόλις) eller Ptolemais Euergetis eller Arsinoe (grekiska: Ἀρσινόη) var en centralort i det administrativa landsområdet ("länet", nomos) Arsinoites på Nilens västbank, mellan floden och Moerissjön, sydväst om Memfis (i lat. 29° N.) I det forntida Egypten var namnet Shedyet. I faraonernas tid var staden det mest betydelsefulla centret för kulten kring krokodilguden Sebek. Man dyrkade en helig krokodil som hette Petsuchos och var prydd med guld och pärlor. Krokodilen hade ett eget tempel med sand, en damm och mat. När Petsuchosen dog ersattes den av en annan. Under den Ptolemaiska dynastin döptes staden om till Ptolemais Euergetis. Senare, under 300-talet f.Kr. ändrade Ptolemaios II Filadelfos namnet till Arsinoe för att hedra sin syster och fru Arsinoe II. Området (dagens Fayoum) var det bördigaste i Egypten. I staden Fayoum finns kullar med ruinerna som visar platsen för den forntida staden men inga arkeologiskt viktiga återstoder har hittats där, förutom ett fåtal skulpterade stenblock. Mot slutet av romarriket fanns Samariter här och staden blev senare en central plats för de kristna. Kopterna kapitulerade år 642 staden till Amr ibn al-As som var en befälhavare åt Muhammed och den som erövrade och styrde Egypten år 642–644 och igen som guvernör 657–664. Flera papyrus som är viktiga för Egyptens tidiga kristna historia hittades år 1877–1878 och staden är fortfarande ett titulärt säte i den Romersk-katolska kyrkan. Fayoum papyri innehåller också de äldsta kända texterna på arabiska.

### Hawara
Pyramiden Hawara ligger där sänkan som utgör Fayoumoasen börjar, söder som gamla Crocodilopolis. Karl Lepsius (1810–1884) utförde de första utgrävningarna år 1843 och William Flinders Petrie (1853–1942) arbetade där år 1888. Norr om pyramiden upptäckte han en vidsträckt nekropol med 146 porträtt på begravningskistor från den romerska tiden. Farao Amenemhet III byggde pyramiden i den 12:e dynastin, förmodligen efter arbetet med den så kallade "svarta pyramiden" som han byggde i Dashur. Hawara tros ha varit hans sista viloplats. Två kilometer söder om platsen finns hans dotters grav. Denna Neferuptahs pyramid var intakt när den hittades. Amenhats pyramid har plundrats på stenar och är idag ett berg av lertegel med få pyramidala former. Pyramidens entré är översvämmad med ett djup på sex meter. Det är en konsekvens av den närbelägna kanalen Bahr Jusef som strömmar längs två av byggets sidor på ett avstånd på 30 meter. Till Flinders Petries arkeologiska fynd hör flera papyrus, inklusive en stor papyrusrulle med delar av Iliadens första och andra bok.

## Naturområden

### Birket Qarun

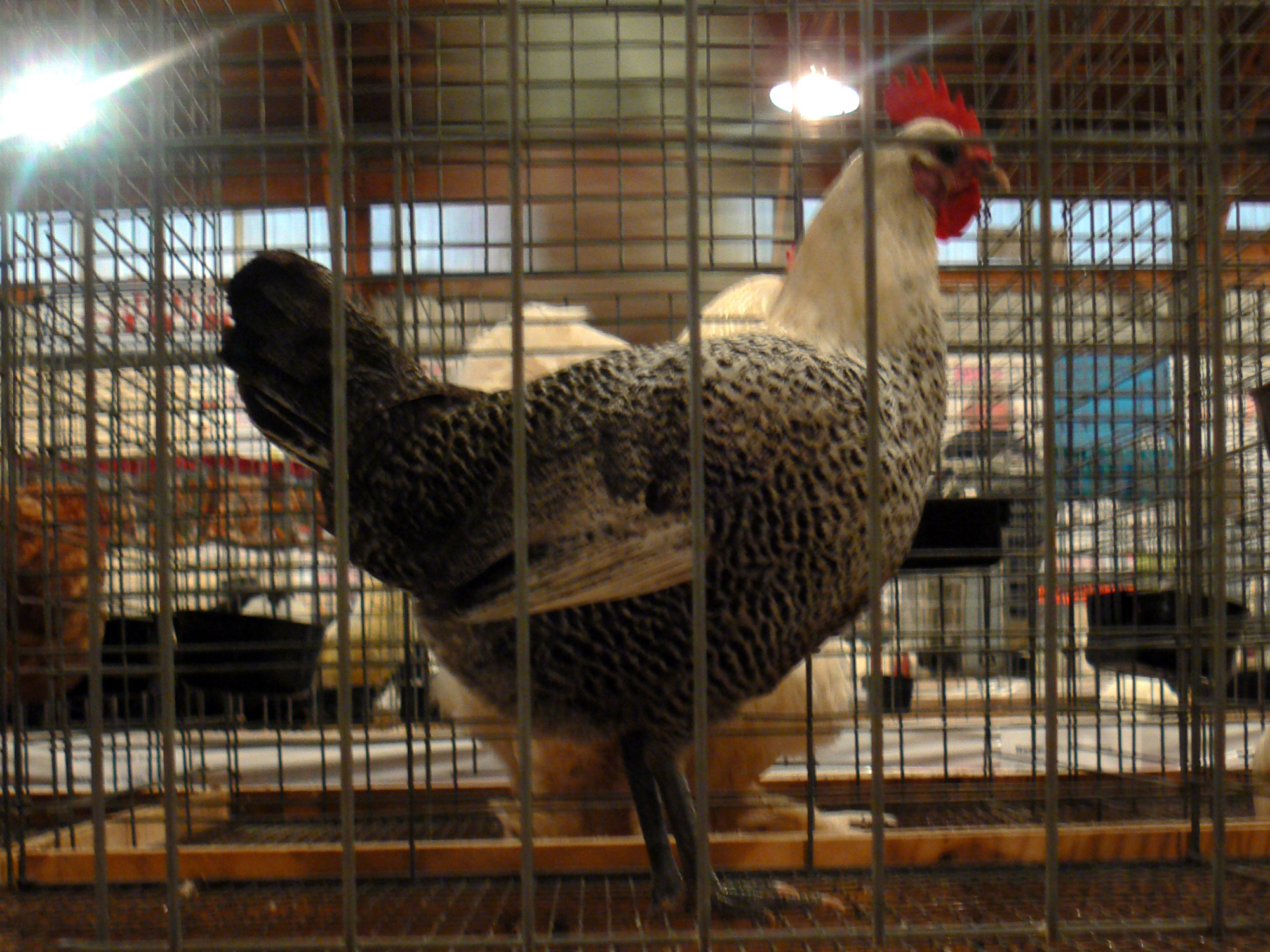
Fayoumin är en mycket gammal hönsras med ursprung i och namn efter Fayoum i Egypten.

Birket Qarun (Qarunsjön) är rik på fisk, särskilt Oreochromis niloticus som skickas till Kairo i stora mängder. Där finns också ett rikt fågelliv som attraherar åskådare från hela Egypten och andra länder. Ytan är 43 meter under havsnivå och sjön täcker ca 200 km². Under antiken var sjön mycket större och kallades Moeris. Det var då en färskvattensjö, idag är Birket Qarun salt.

### Wadi El Rayan
Naturskyddsområdet Wadi El Rayan (Rayandalen) täcker 1 759 km² och ligger 65 km sydväst om staden Fayoum och 80 km väster om Nilen. 
Reservatet består av en 50,9 km²-Övre sjö och en 62 km²-Lägre sjö samt mellan dessa, vattenfall som anses vara de största i landet. Det finns flera vattenkällor inklusive tre svavelkällor på den lägre sjöns södra sida. Fossiler och arkeologiska kvarstoder finns vid berget (Jabal) Manqueer Al-Rayan söder och sydost om källorna. Jabal Madwera nära den lägre sjön är känd för omfattande sanddyner. I dalen finns världens enda bestånd av den utrotningshotade Slender-horned Gazella leptoceros. Ett mindre antal Dorcas Gazella finns kvar men både Fennec Vulpes zerda och Ruppells Sand Fox V. rueppelli är sällsynta. Det finns 11 reptilarter, 9 däggdjursarter, 13 arter av bosatta fåglar och 26 migrerande och kringflackande. Det finns 13 perenna växter och enstaka Calligonum comosum och Zygophyllum album.

## Fossilfynd
En mängd förhistoriska djurfossil har hittats i Fayoum.  Framförallt för apornas tidiga historia är Fayoum en viktig fyndort, med släkten som Aegyptopithecus och Oligopithecus. I början av 1900-talet hittades Moeritherium där, som är ett däggdjurssläkte med flera arter som levde för 37–35 miljoner år sedan under den geologiska epoken Eocen. Djuren är besläktade med elefanter och mer avlägset, sirendjur (sjökor). Fossilerna hittades i Qasr-el-Sagha som är en geologisk formation i Fayoum. Charles William Andrews identifierade år 1901 Moeritherium lyonsi och 1902 Moeritherium gracile. Två år senare upptäckte han, också i Fayoum arten Moeritherium trigodon. Släktet har också funnits på andra platser i Nord- och Västafrika.. Moeritherium var förmodligen inte nutida elefanters stamfader; de tillhörde en gren i släktet som dog ut och inte lämnade några ättlingar. Släktet uppträder i filmerna Odjurens tid och Ice Age (1 och 2).

## Bilder

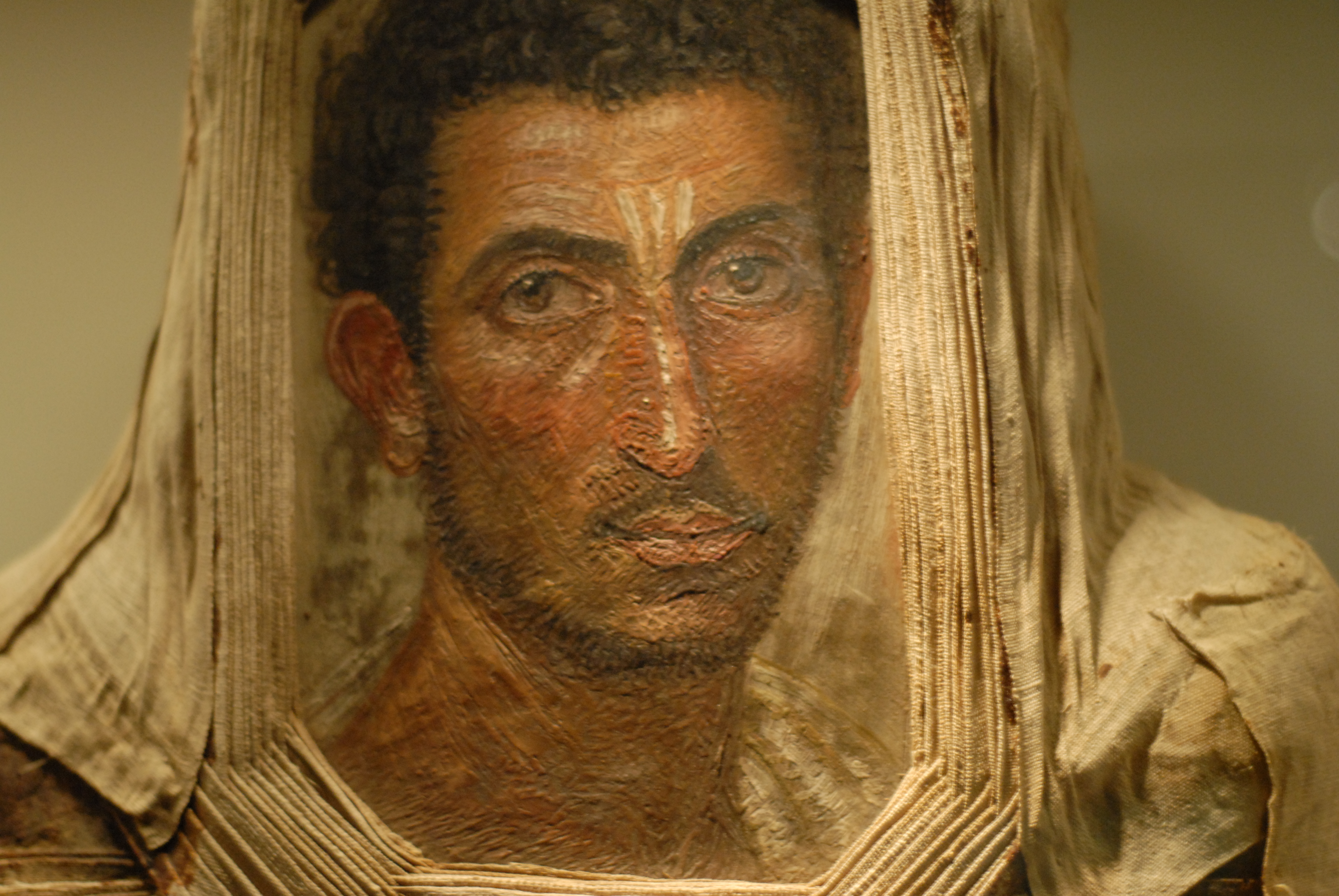
Mumieporträtt i enkaustik.
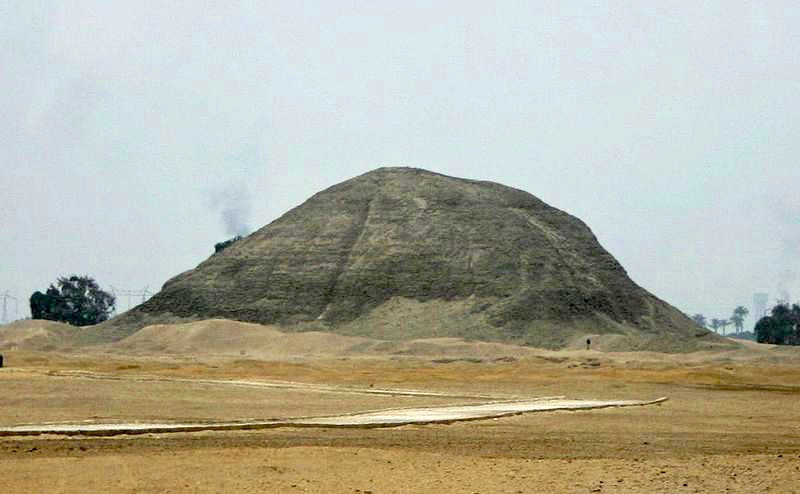
Amenemhet III:s pyramid.
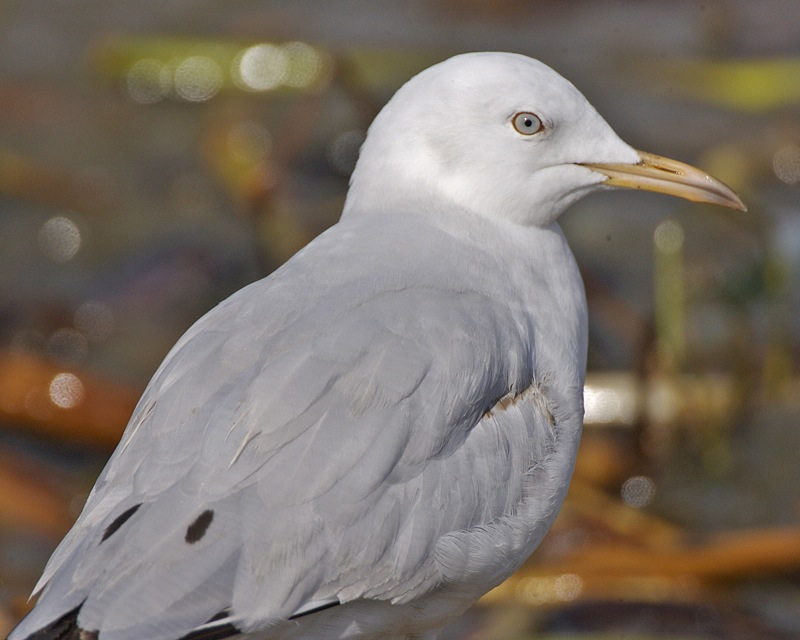
Chroicocephalus genei.
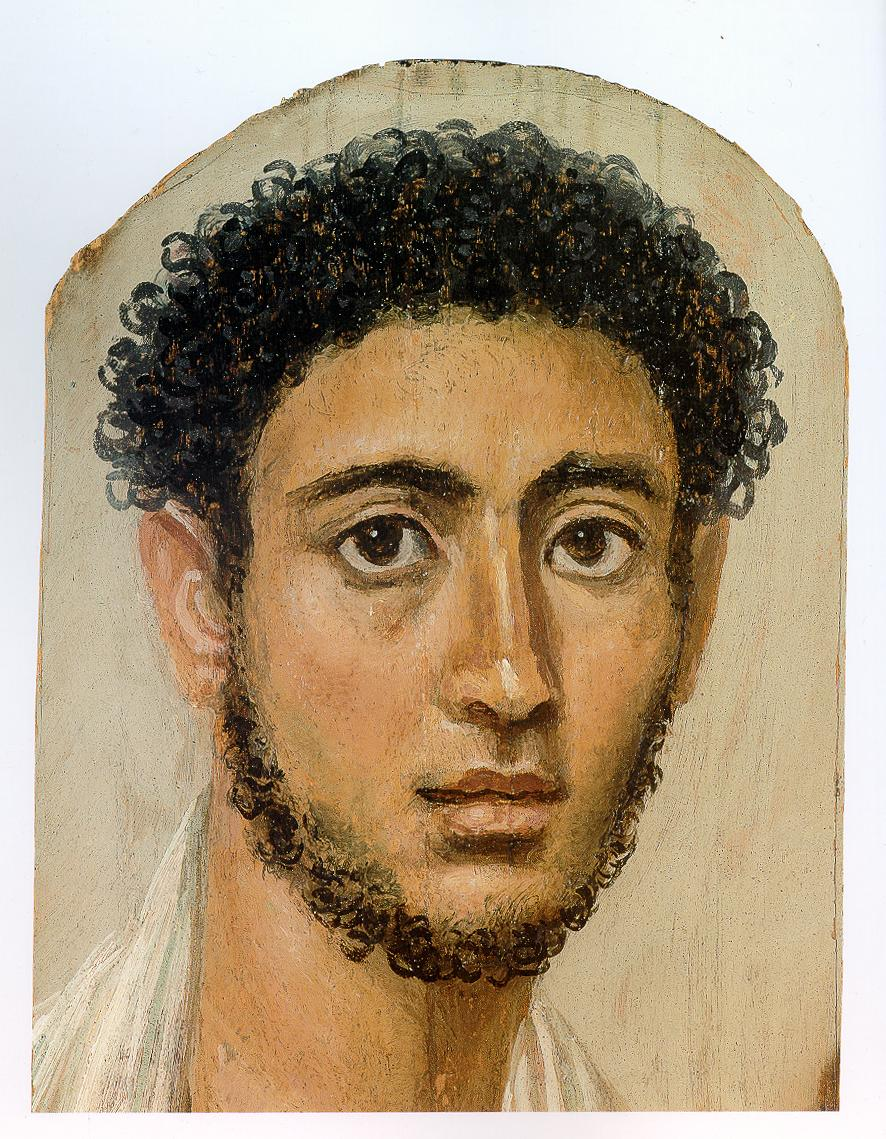
Fayoum-porträtt, man.
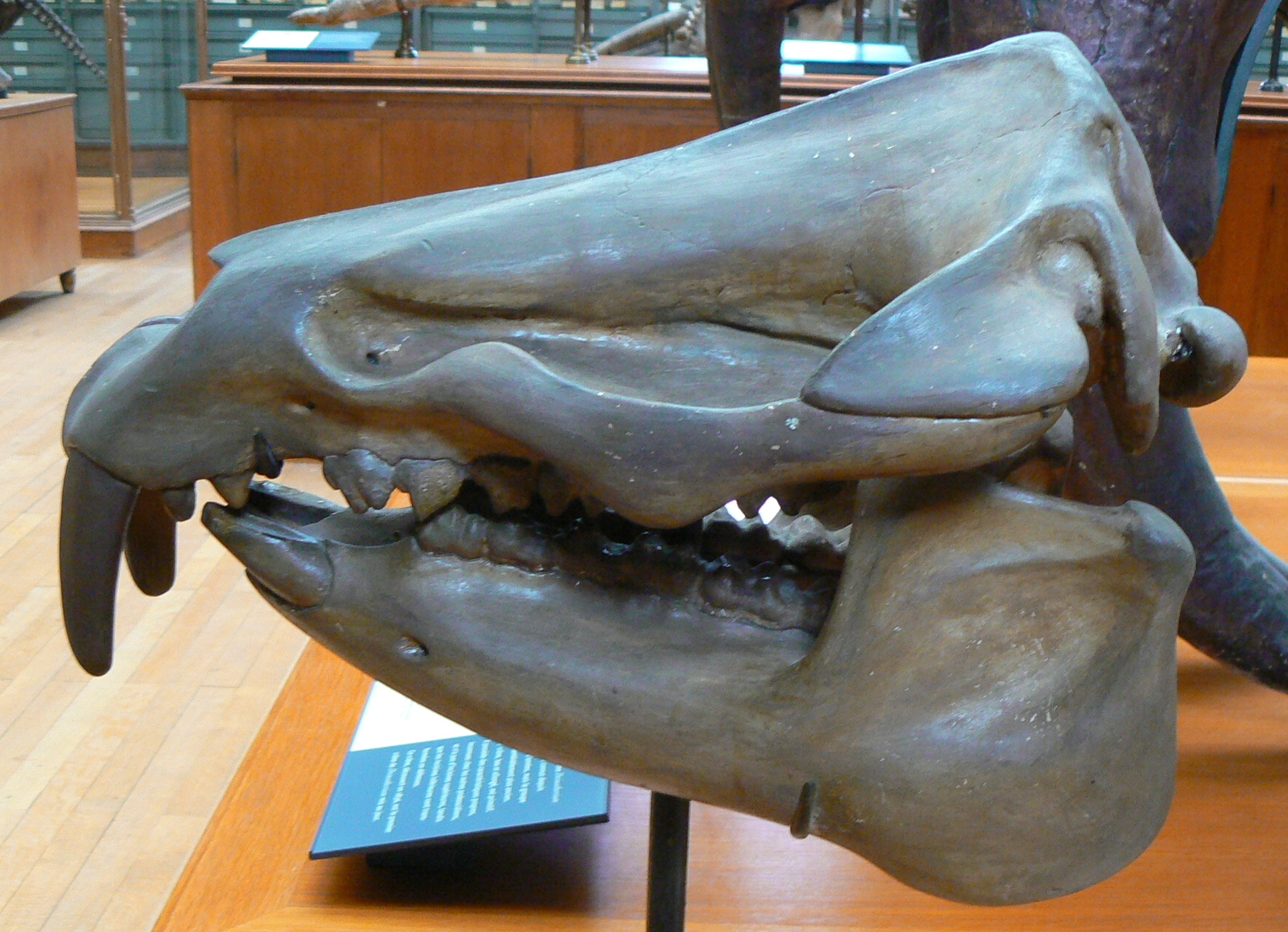
Moeritherium, skalle.
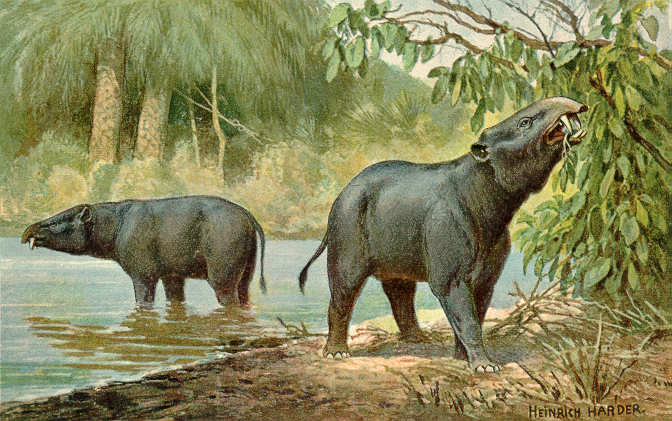
Moeritherium, illustration.